# Keutelbeek (Beek)
De Keutelbeek is een zijbeek van de Geleenbeek. De beek ontspringt in Kelmond, in de Nederlandse gemeente Beek en stroomt over een lengte van ongeveer zeven kilometer naar de Geleenbeek bij Oud-Geleen.
In het verleden heeft men de beek overkluisd vanaf het punt dat deze de bebouwing van Beek binnenloopt tot aan de monding in de Geleenbeek. Het overkluisde deel is daarbij tegelijkertijd onderdeel geworden van de gemeentelijke riolen van de gemeenten Beek en Geleen. De afvoeren van het beekwater en de riolering is aangesloten op de rioolwaterzuiveringsinstallatie. 
Van de huidige beek is alleen de bovenloop nog overgebleven. Ze ontspringt in Kelmond, een buurtschap behorend bij de gemeente Beek en meandert vervolgens langs de buurtschap Geverik naar de vijver bij het kasteel Genbroek. Vanuit deze vijver wordt het water gedoseerd afgevoerd naar het punt waar het in de overkluizing in Beek verdwijnt. In de oorspronkelijke staat liep de beek door de kern van Beek, vervolgens door Neerbeek, Spaans Neerbeek, Krawinkel en Oud-Geleen, waar ze dan uitmondde in de Geleenbeek. In vroegere tijden werd het beekwater benut door een aantal leerlooierijen in Beek en Krawinkel.

## Beekherstel

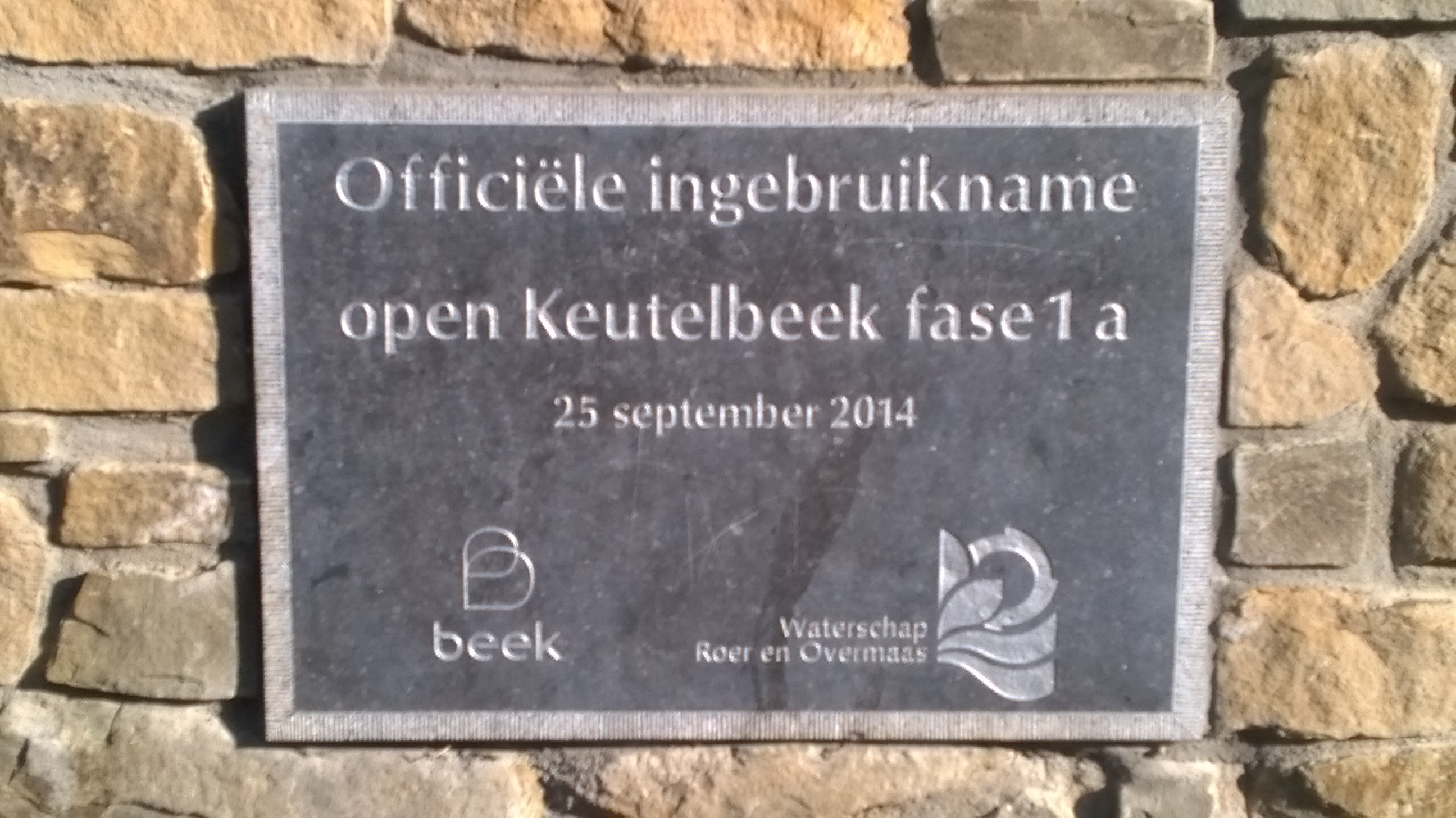
Gedenksteen openmaken Keutelbeek

Het Waterschap Roer en Overmaas wil de beek weer herstellen en de overkluizingen weghalen om zo de natuurlijke afvoer van beekwater en rivierwater te herstellen. Begin 21e eeuw ontstonden er plannen om de overkluizingen in de gemeente Beek weer te verwijderen en de beek zijn natuurlijke loop terug te geven. Deze kregen groen licht toen er in december 2008 door de Beekse gemeenteraad werd ingestemd met de ontkluizing van de Keutelbeek. De werkzaamheden zijn van start gegaan in 2014. Hierbij wordt de beek opengelegd en gaat langs de volgende straten stromen: Gundelfingenstraat, Brugstraat, Achter de Beek, Stegen, Burgemeester Lemmensstraat, Broekhovenlaan, Bourgognestraat richting de Oude Pastorie. Vanaf de Oude Pastorie blijft de beek overkluisd.